# 宮田宗武
宮田 宗武（みやた むねたけ、1975年1月31日 - ）は大分県宇佐市安心院町のぶどう農家。 また実業家、起業家である。

## 経歴
宇佐市立長洲中学校卒業。大分県立宇佐高等学校卒業。
1999年に東京農業大学大学院農学研究科博士前期課程を修了。実家のぶどう園に就農する。
2012年、株式会社ドリームファーマーズJAPANを創業。
2022年、M-1グランプリ出場（一回戦敗退）。
2023年、一棟貸し切り宿の開業（ 大分県宇佐市安心院町龍王）屋号『古民家BASE・龍王　別邸龍王乃家』。
2024年、DC(デスティネーションキャンペーン中)限定宇佐市公認インフルエンサーに株式会社ドリームファーマーズJAPANが任命。
同年5月31日九州農政局大分県みどりの食料システム戦略、おおいた「みどり戦略」オフィシャルインフルエンサーに株式会社ドリームファーマーズJAPANが任命。
2024年　M-1グランプリ出場（一回戦敗退）。
2025年　2棟目となる一棟貸切宿「別邸龍王の道」を同年4月に開業（ 大分県宇佐市安心院町龍王）屋号『古民家BASE・龍王　別邸龍王の道』。
2025年　九州農政局大分県みどりの食料システム戦略、おおいた「みどり戦略」オフィシャルインフルエンサーに株式会社ドリームファーマーズJAPANが任命。第二期目となる。